# Rio Santa María
O Rio Santa María é um rio centro-americano que banha o Panamá.